# Carlos Fernandes (futebolista)
Carlos Alberto Fernandes, (Kinshasa, 8 de Dezembro de 1979) conhecido popularmente por Carlos é um futebolista da República Democrática do Congo, naturalizado Angolano, que joga na posição de guarda-redes.

## Carreira
Já representou vários clubes dos diversos escalões do futebol português. Destacou-se ao serviço do Boavista Futebol Clube, onde já actuou por duas vezes. A nível de carreira em outros campeonatos já actuou na Inglaterra, na Roménia no Irão e na Turquia.
Em junho de 2013, foi contratado pelo Moreirense FC.

## Seleção
Ele representou o elenco da Seleção Angolana de Futebol no Campeonato Africano das Nações de 2012.

## Titulos
- 2013-2014 : Campeão da Segunda Liga pelo Moreirense[2]
- 2006-2007 : Campeão da Supertaça Roména pelo Steaua Bucureşti
- 2005-2006 : Campeão da Roménia pelo Steaua Bucureşti
- 1997-1998 : Campeão da III Divisão Nacional pelo Vilafranquense